# Albwin
Albwin ist ein alter germanischer, männlicher Vorname. 

## Bedeutung
Albwin setzt sich aus zwei Silben zusammen mit folgender Bedeutung: 
- Alb: „Elb, Naturgeist“
- win: „Freund“

Albwin bedeutet also so viel wie: „Freund der Naturgeister“ oder „Freund der Elben“.

## Varianten
- Albuin, Alboin, Ælfwine, Alwin